# Ortnit

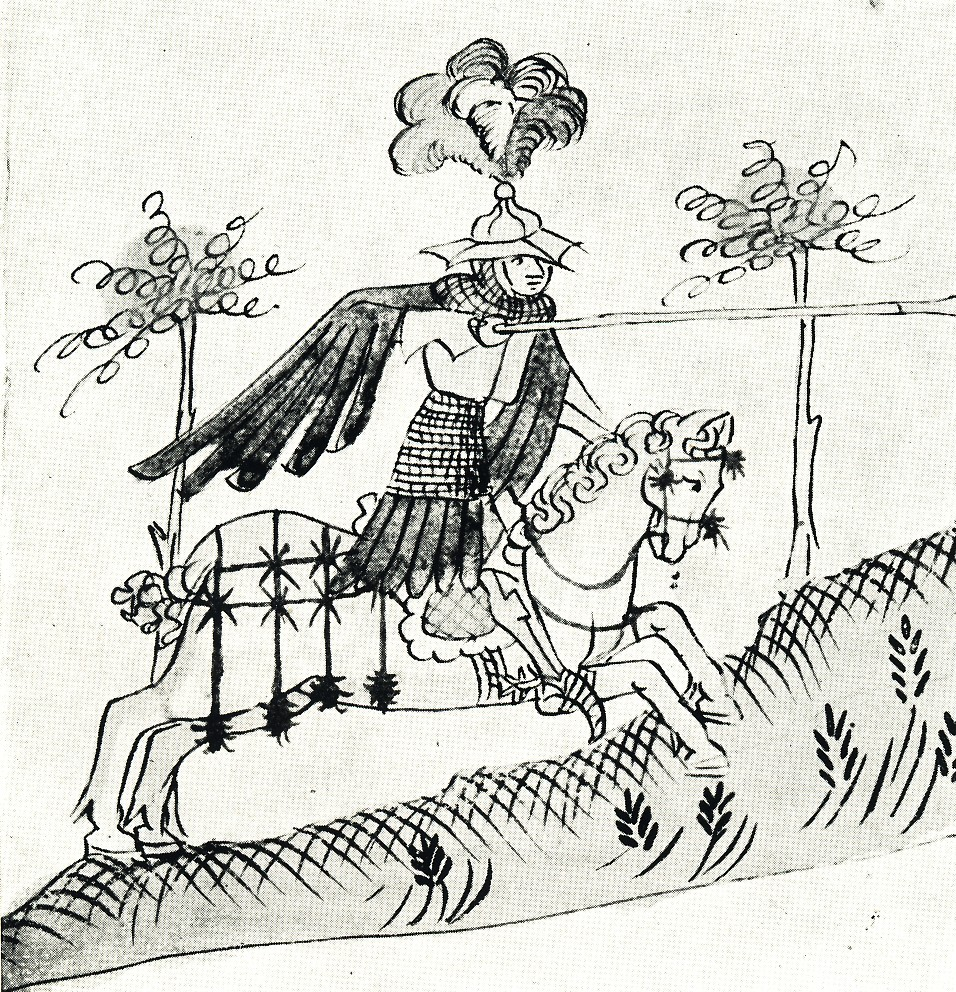
Ortnit luta contra o dragão - cena do longo poema medieval Ortnit nos manuscritos de Heidelberger 1418

Ortnit ou Otnit é um herói germânico de romance, originalmente Hertnit ou Hartnit, e irmão mais velho de dois irmãos conhecidos como os Hartungs, os quais correspondem na mitologia germânica aos Dióscuros.

## História
De acordo com o capítulo 45 da antiga saga de cavalaria nórdica, a Thidrekssaga, Ortnit vivia em Holmgard (Novgorod), sendo descrito na saga dos heróis russos. Mais tarde a cidade de Holmgard tornou-se Garda, e segundo a lenda alemã, ele governou a Lombardia.
Antes de partir para a perigosa jornada ao castelo Montabur, onde ele desejava conquistar ele mesmo a filha do rei bárbaro Machorel, sua mãe presenteou-lhe um anel e o aconselhou a procurar por ajuda nas montanhas. Ali ele encontra o elfo anão Alberich, que afirma ser seu verdadeiro pai. Alberich fornece-lhe uma armadura de ouro e a espada Rose, a qual é capaz de perfurar até mesmo pedras e pele de dragão. Apenas com a ajuda do invisível Alberich, quem o acompanha durante a viagem, é possível sequestrar a princesa.
De volta à Lombardia, agora unidos em matrimônio, o casal real recebe a visita de um arauto de Machorels Montabur que lhes presenteava algo especial em sinal de reconciliação: ovos, dos quais chocaram lagartos com gemas particularmente grandes incrustadas neles. Ortnit mandou que os ovos fossem levados às montanhas, onde se cuidaria da criação deles. Porém, na realidade, tratava-se de ovos de dragão. Quandos os dragões se tornaram uma praga, Ortnit lutou contra eles, levando junto com ele o anel de sua esposa, a quem prometeu devolver o anel a seu retorno. Apesar dos avisos de Alberich, quem ele nunca viu, Ortnit cai em sono profundo e é morto pelo dragão.
Seu irmão mais novo, Hardheri (mais tarde substituído na lenda germânica como Wolf Dietrich), vingou Ortnit matando o dragão e, em seguida, casou-se com a viúva de seu irmão.
Em outra versão, a noiva de Ortnit era uma Valquíria e foi conquistada numa luta contra o gigante Isungs.

## Análise
O modo de Ortnit cortejar sua noiva foi modificado pela influência popular nas Cruzadas, tornando-se um Brautfahrtsaga oriental, tendo uma grande semelhança ao romance francês de Huon de Bordeaux. Ambos os heróis receberam auxílio similar de Alberich (Oberon), quem substituiu o russo Ilya de Murom como pai de Ortnit no romance épico do Alto-alemão médio. Karl Friedrich Neumann sustentava que o russo Ortnit e o rei lombardo eram originalmente duas pessoas diferentes, e essa incoerência do conto deve-se à união das duas lendas em uma só.